# Девяшин, Герман Сергеевич
Ге́рман Девя́шин (полное имя Герман Сергеевич Девяшин, род. 17 сентября 1990, Тюмень) — российский художник, татуировщик. Работает под псевдонимом Herman IX. Живет и работает в Москве.

## Биография
Учился в Тюменском колледже искусств по специальности «Дизайн». По окончании учёбы работал графическим дизайнером в бюро старшего брата Данила Девяшина. Занимается татуировкой с 2011 года. Изучает историю русской татуировки, публикует научные и культурологические научные статьи в области татуирования. Работает в Москве.
Как художник сформировался под влиянием подросткового увлечения уличным искусством, академическим искусством, дизайном и татуировкой. Основатель проекта по изучению и архивированию истории русской татуировки Russian Tattoo History. Ведет лекции в Музее истории ГУЛАГа об истории русской татуировки. Участник персональных и групповых выставок в России. Является консультантом и создателем бутафорских татуировок для кинопроектов. Соавтор бренда Frog Skin parfum. Совершил тату-тур по России итогом которого стал документальный фильм и книга об истории татуировки в России.
В ранние годы увлекался граффити. Увлечение уличной культурой во многом повлияло на формирование его общего стиля и подхода к творчеству. Это увлечение началось с общей волны хип-хоп культуры в России 00-х. После 10 лет увлечения граффити, Германа перестало интересовать рисование на улицах. Он сфокусировался на том, что аэрозольный баллон — это инструмент, которым он овладел и хотел выйти за рамки традиционных техник рисования им. Так появилась серия работ созданных битумной мастикой, которую обычно используют как самый дешевый и укрывистый материал для гидроизоляции. Серия вылилась в персональную выставку «The Marginal» в Тюмени, и дальше в совместную выставку c Андреем Адно «Одинаково Разные» в Москве.

## Творчество
Работает на стыке искусства, науки, технологий и истории культуры татуировки. Стиль в татуировке — трансформация традиционной русской татуировки, линейной гравюры и рекламной графики. Сюжеты саркастические и остро социальные, главная тема — образы, понятные зрителю детство которого попало на 1990-е годы. Находится в постоянном поиске инструментов для реализации творческих проектов, среди которых: кинематограф, AR технологии, сканирование, пластический грим и аналоговые медиа.
Активно использует традиционные техники: офорт, литография, высокая печать, фарфор, цианотипия, шёлкография, смешанная техника на холсте, графика на бумаге. Совмещая их и компилируя с современными технологиями, создает уникальные объекты посредством татуирования на силиконовых формах и листовых материалах имитирующих кожу человека. Эти методы характеризуют подход художника к татуировке не просто как к ремеслу, но в большей степени как к виду современного искусства.
Изучает фактуру и поведение пигмента в коже человека, выходя за рамки ремесленного подхода, находит новые грани визуализации татуировки, как части современного искусства. Ведет научную деятельность с исследователями в области нейробиологии, изучая воздействия болевой рецепции при нанесении татуировки. Работает с разработчиками новых технологий для изучения трансформации будущего татуировки.

## Избранные проекты
В 2021 году создавал татуировки для эпизода веб-сериала «Кошмары музыкантов» группы Biting Elbows режиссёра Ильи Найшуллера (серия «Boy is Dead»).
Совместно с татуировщиком Александром Морозовым занимается архивированием и поиском информации об истории российской татуировки. Исследование затрагивает всю историю культуры татуировки на территории России.
В 2022 году совместно с исследователями нейробиологами из Балтийского института имени Канта написал научную работу на тему исследования болевой рецепции (во время нанесения татуировки) посредством ЭЭГ коры головного мозга.
В 2024 году на фестивале документального кино Beat Film Festival был показан фильм «Круг» (реж. Евгений Бакиров) о работе Девяшина, в частности о внедрении в татуирование технологиий дополненной реальности.

### Коллаборации
Сотрудничал с Nike, Adidas, Bulleit.
- 2018 — Коллаборация с Adidas Deerupt[14]. В честь запуска новой модели кроссовок Adidas Originals Deerupt компания открыла одноименное арт-пространство на Арбате. Основным элементом дизайна арт-пространства стала сетка, которая является лейтмотивом на выставке. На выставке представлены созданные специально для проекта работы Алексея Дубинского, Алексея Kio, Германа Девяшина, Вовы Nootk и других художников. Куратор выставки — Артем Стефанов. Москва, Россия.

- 2017 — Коллаборация с Nike «Herman IX x Nike». Проект кастомизации в флагманском магазине Nike на Кузнецком мосту 14. Москва, Россия.

## Участие в выставках
- 2023 — персональная выставка «Техника копирования»[15], Москва, Россия

- 2017 — персональная выставка «From the Ashes»[16] , Rocky Road, Москва, Россия.

- 2018 и 2014 — групповая выставка Wall Elements, галерея RuArts на Остоженке. Москва, Россия.

- 2015 — групповая выставка Synthesis & Integration («Синтез и интеграция»), галерея «Вхутемас». Москва, Россия.

- 2013 — выставка «Одинаково разные» совместно с Андреем Адно. ЦТИ «Фабрика», Москва, Россия.

- 2012 — персональная выставка «THE MARGINAL», офис бюро YY. Тюмень, Россия.

Участник групповых выставок Artmossphere (2013, Москва, Россия), Faces and Laces (2014—2016, Москва, Россия), «Синтез и Интеграция» в галерее «Вхутемас» (2015, Москва, Россия).